# تترافلوئوروبورات مس (II)
تترافلوئوروبورات مس(II) (به انگلیسی: Copper(II) tetrafluoroborate) با فرمول شیمیایی Cu(BF۴)۲ یک ترکیب شیمیایی است. که جرم مولی آن ۲۳۷٫۱۵۵ g/mol می‌باشد. شکل ظاهری این ترکیب، solid است.